# Acquaviva delle Fonti
Acquaviva delle Fonti é uma comuna italiana da região da Puglia, província de Bari, com cerca de 21.613 habitantes. Estende-se por uma área de 130 km², tendo uma densidade populacional de 166 hab/km². Faz fronteira com Adelfia, Casamassima, Cassano delle Murge, Gioia del Colle, Sammichele di Bari, Sannicandro di Bari, Santeramo in Colle.

## Demografia
| Variação demográfica do município entre 1861 e 2011                               |
|                                                                                   |
| Fonte: Istituto Nazionale di Statistica (ISTAT) - Elaboração gráfica da Wikipedia |